# ニノ・パゴー
ニノ・パゴー（Nino Pagot、1908年4月3日 - 1972年5月23日）はイタリアのアニメーター。弟もアニメーターのトニ・パゴー。

## 作品
- カリメロ